# أورفار بيرغمارك
أورفار بيرغمارك (بالسويدية: Orvar Bergmark) وهو لاعب كُرَة قَدَم ومدرب سويدي في مركز الظهير الأيمن ولد في يوم 16 نوفمبر 1930 في قرية بوريا في السويد وقد لعب مع نادي أوريبرو وأيك سولنا ونادي روما ولعب مع منتخب السويد لكرة القدم ولعب في 94 مباراة دولية منها مع كأس العالم لكرة القدم 1958 حيث حقق المرتبة الثانية مع المنتخب وثم درب أيضاً نادي أوريبرو ومنتخب السويد من سنة 1966 إلى 1970.

## مسيرته الكروية
لعب أورفار بيرغمارك خلال مسيرته الاحترافية مع 3 أندية في سبعة عشر موسمًا وسجل خلالها 19 هدفًا ضمن 293 مباراة. ولم يفز بأي موسم بالكأس أو بالدوري.
خاض أورفار بيرغمارك مسيرته مع نادي أوربرو في موسم 1948–49 في المرة الأولى ليلعب معه أربعة مواسم ثم في موسم 1956–57 ليلعب معه ثمانية مواسم ثم في عامي 1964-1966 ولمدة موسمين، مشاركًا طوالها في 274 مباراة سجل خلالها 19 هدفًا. ثم انتقل إلى نادي أيك سولنا في موسم 1954–55 ولمدة موسمين، حيث شارك في 17 مباراة ولم يسجل أي هدف. لينتقل بعدها إلى نادي روما في موسم 1962–63 لمدة موسم واحد، مشاركًا في مباراتين ولم يسجل أي هدف أيضًا.

## روابط خارجية
- أورفار بيرغمارك على موقع الاتحاد الدولي (مؤرشف)  (الإنجليزية)
- أورفار بيرغمارك على موقع اتحاد السويد (السويدية)
- أورفار بيرغمارك على موقع قاعدة بيانات كرة القدم.إي يو (الإنجليزية)
- أورفار بيرغمارك على موقع ناشيونال فوتبول تيمز (الإنجليزية)
- أورفار بيرغمارك على موقع عالم كرة القدم.نت (الإنجليزية)
- أورفار بيرغمارك على موقع أوليمبيديا (الإنجليزية)